# Antonio Pérez Pérez (productor)
Antonio Pérez Pérez (Córdoba, 1954) es un productor de cine español, fundador de la productora Maestranza Films.

## Biografía
La productora Maestranza Films, creada a finales de la década de 1980, ha promovido casi cuarenta películas que han obtenido hasta 2016, 25 premios Goya, y entre las que sobresalen títulos como Nadie conoce a nadie (1999), Solas (1999) o El Niño. Entre las que Pérez destaca Solas, porque supuso, según manifiesta, «un cambio fundamental en la forma de hacer cine y en Andalucía toda una revolución».
Antonio Pérez es miembro de la Real Academia de Bellas Artes de Santa Isabel de Hungría de Sevilla y del consejo de EGEDA, y de la junta de la Academia de Cine Europeo (EFA) desde 2000 y también se encuentra muy vinculado desde sus inicios con el Festival de Cine Europeo de Sevilla.
La Entidad de Gestión de Derechos de los Productores Audiovisuales (EGEDA) le concedió la Medalla de Oro de esta organización que le fue entregada en la 22.ª gala de los Premios Cinematográficos José María Forqué, en 2017.